# Ансэй

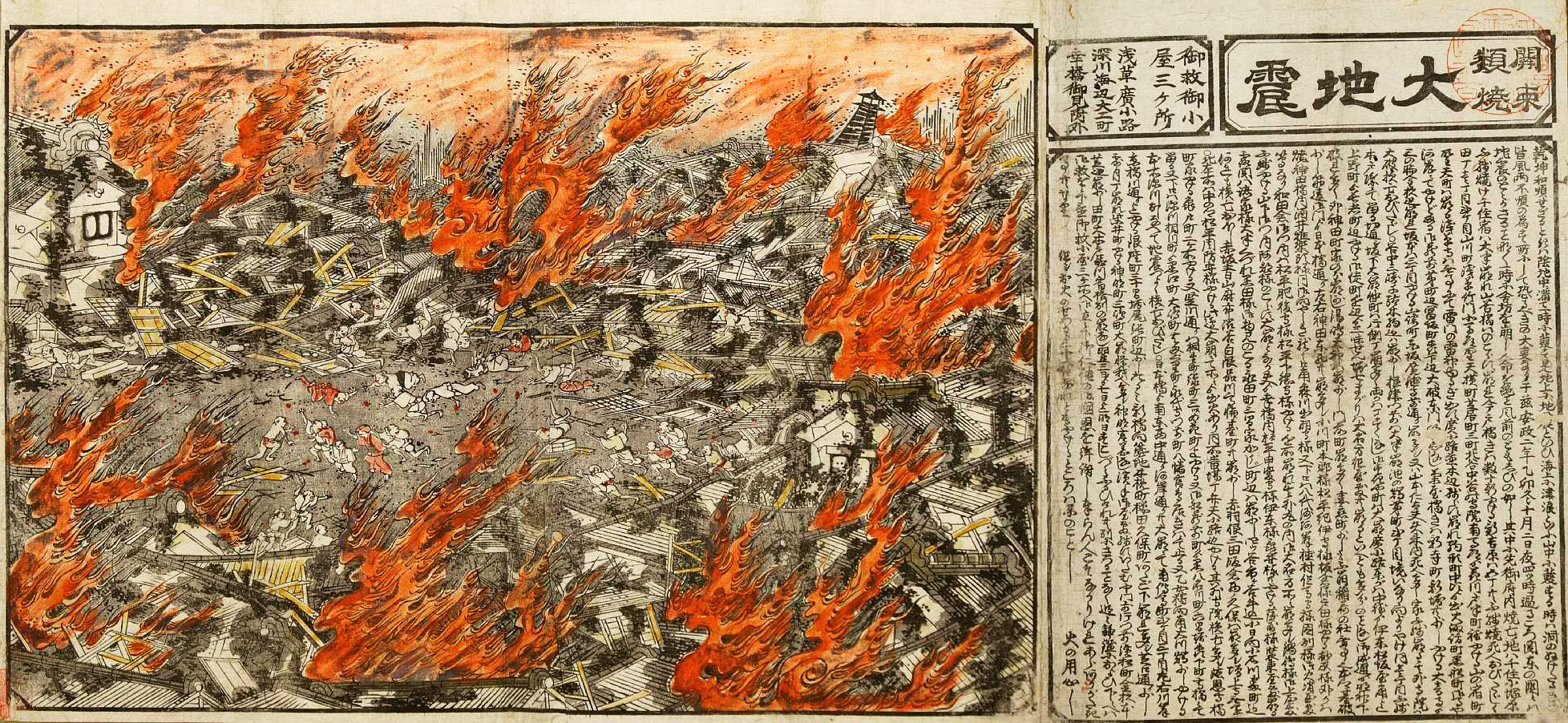
Землетрясение 1855 года

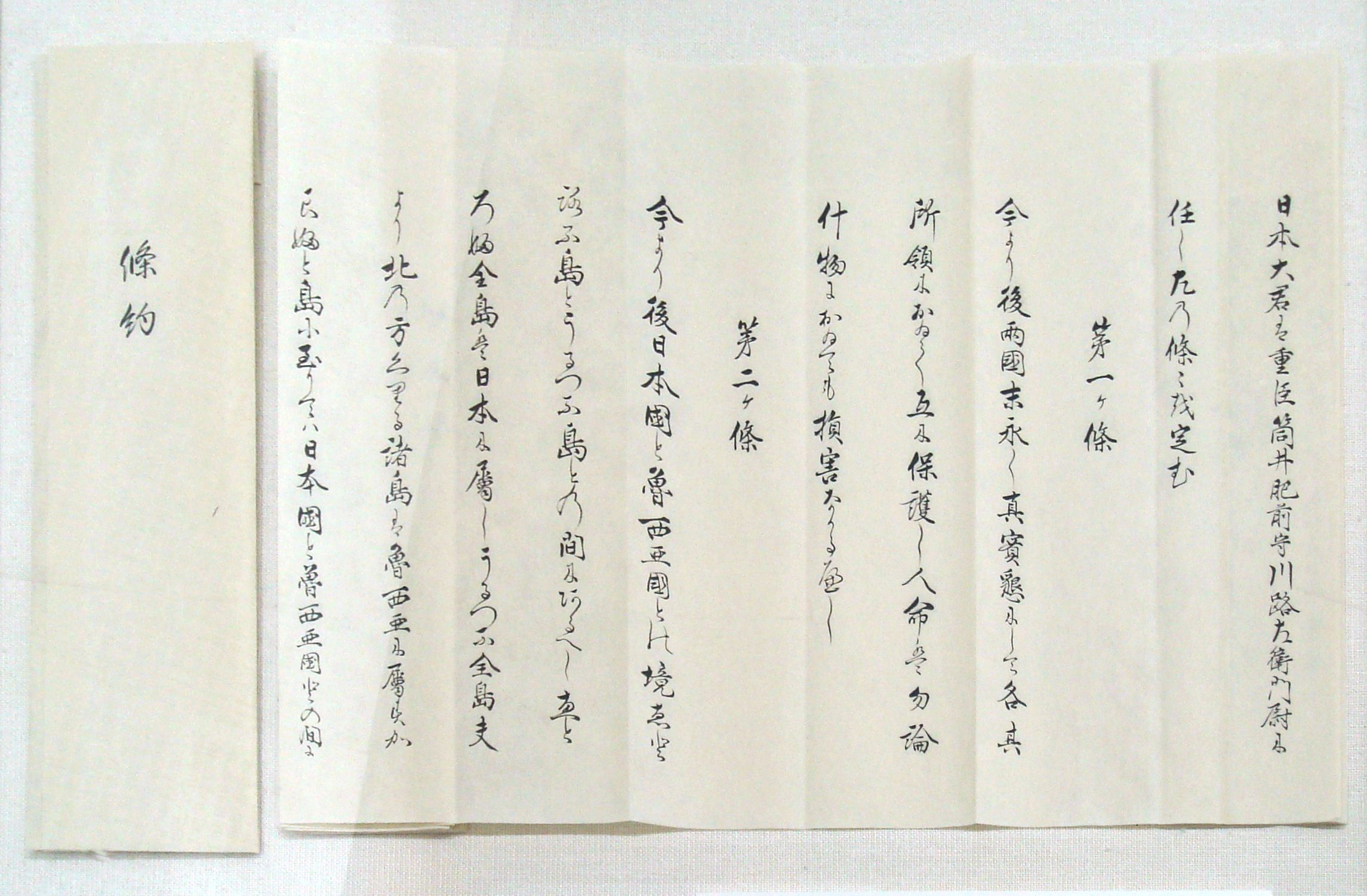
Симодский трактат на японском

Ансэй (яп. 安政 ансэй, мирное управление) — девиз правления (нэнго) японского императора Комэя, использовавшийся с 1854 по 1860 год.

## Продолжительность
Начало и конец эры:
- 27-й день 11-й луны 7-го года Каэй (по григорианскому календарю — 15 января 1855);
- 18-й день 3-й луны 7-го года Ансэй (по григорианскому календарю — 8 апреля 1860).

## Происхождение
Название нэнго было заимствовано из следующего отрывка из 38-го цзюаня древнекитайского сочинения «Цюнь шу чжи яо» (кит. 群書治要, пиньинь Qún shū zhì yào, буквально: «Разные книги о сути управления»):

«Чтобы остаться на своем месте, правитель должен управлять своим народом мирно»
Оригинальный текст (кит.)庶人安政、然後君子安位矣

## События
- 1854 год (1-й год Ансэй) — Землетрясение годов Ансэй в регионе Токай (яп. 安政東海地震 ансэй токай дзисин) магнитудой 8,4. Эпицентр находился в районе залива Суруга. В результате землетрясения пострадал прежде всего регион Токай (яп. 東海地方 то:кай тихо:). Последовавшее за этим цунами поразило прибрежную полосу от полуострова Босо (на территории современной префектуры Тиба) до провинции Тоса (современная префектура Коти)[7];
- 23 декабря 1854 года (4-й день 11-й луны 1-го года Ансэй) — Нанкайское землетрясение годов Ансэй (яп. 安政南海地震 ансэй нанкай дзисин) магнитудой 8,4. Погибло более 10 000 человек от региона Токай до Кюсю[7];
- 1855 год (2-й год Ансэй) — заключен Симодский договор между Россией и Японией — один из так называемых «Ансэйских договоров»;
- 1855 год (2-й год Ансэй) — землетрясение разрушило каменную стену замка Эдо[8];
- 1855 (2-й год Ансэй) — начались работы по реконструкции императорского дворца после опустошительного пожара в 7-м году Каэй; проект был закончен за девять месяцев;
- 1855 (21-й день 11-й луны 2-го года Ансэй) — император переехал в реконструированный дворец;
- 11 ноября 1855 года (2-й день 10-й луны 2-го года Ансэй) — Землетрясение годов Ансэй в Эдо (яп. 安政江戸地震 ансэй эдо дзисин) магнитудой 6,9 (36°00′00″ с. ш. 140°00′00″ в. д.HGЯO)[9][10];
- 15 ноября 1857 год (4-й год Ансэй) — голландский хирург Помпе ван Меердерворт дал первые публичные лекции по медицине в открывшейся в Нагасаки медицинской школе[11];
- 1858—1860 (4-й — 6-й годы Ансэй) — вспышка эпидемии холеры, число погибших колеблется в пределах от 100 000 до 200 000 в одном лишь Эдо[12];
- 9 апреля 1858 года (26-й день 2-й луны 5-го года Ансэй) — Землетрясение Хиэцу (яп. 飛越地震 хиэцу дзисин);
- 1858 год (5-й год Ансэй) — репрессии годов Ансэй[13];
- 1860 год (7-й год Ансэй) — пожар в замке Эдо;
- 1860 год (7-й год Ансэй) — инцидент у ворот Сакурада[14].

## Сравнительная таблица
Ниже представлена таблица соответствия японского традиционного и европейского летосчисления. В скобках к номеру года японской эры указано название соответствующего года из 60-летнего цикла китайской системы гань-чжи. Японские месяцы традиционно названы лунами.
| 1-й год Ансэй (Деревянный Тигр)        | 1-я луна*       | 2-я луна   | 3-я луна* | 4-я луна              | 5-я луна* | 6-я луна               | 7-я луна   | 7-я луна* (високосная) | 8-я луна    | 9-я луна*  | 10-я луна  | 11-я луна*¶   | 12-я луна      |
| -------------------------------------- | --------------- | ---------- | --------- | --------------------- | --------- | ---------------------- | ---------- | ---------------------- | ----------- | ---------- | ---------- | ------------- | -------------- |
| Григорианский календарь                | 29 января 1854  | 27 февраля | 29 марта  | 27 апреля             | 27 мая    | 25 июня                | 25 июля    | 24 августа             | 22 сентября | 22 октября | 20 ноября  | 20 декабря    | 18 января 1855 |
| Юлианский календарь                    | 17 января 1854  | 15 февраля | 17 марта  | 15 апреля             | 15 мая    | 13 июня                | 13 июля    | 12 августа             | 10 сентября | 10 октября | 8 ноября   | 8 декабря     | 6 января 1855  |
| 2-й год Ансэй (Деревянный Кролик)      | 1-я луна*       | 2-я луна   | 3-я луна* | 4-я луна*             | 5-я луна  | 6-я луна               | 7-я луна*  | 8-я луна               | 9-я луна    | 10-я луна* | 11-я луна  | 12-я луна*    |                |
| Григорианский календарь                | 17 февраля 1855 | 18 марта   | 17 апреля | 16 мая                | 14 июня   | 14 июля                | 13 августа | 11 сентября            | 11 октября  | 10 ноября  | 9 декабря  | 8 января 1856 |                |
| Юлианский календарь                    | 5 февраля 1855  | 6 марта    | 5 апреля  | 4 мая                 | 2 июня    | 2 июля                 | 1 августа  | 30 августа             | 29 сентября | 29 октября | 27 ноября  | 27 декабря    |                |
| 3-й год Ансэй (Огненный Дракон)        | 1-я луна        | 2-я луна*  | 3-я луна* | 4-я луна              | 5-я луна* | 6-я луна               | 7-я луна*  | 8-я луна               | 9-я луна    | 10-я луна  | 11-я луна* | 12-я луна     |                |
| Григорианский календарь                | 6 февраля 1856  | 7 марта    | 5 апреля  | 4 мая                 | 3 июня    | 2 июля                 | 1 августа  | 30 августа             | 29 сентября | 29 октября | 28 ноября  | 27 декабря    |                |
| Юлианский календарь                    | 25 января 1856  | 24 февраля | 24 марта  | 22 апреля             | 22 мая    | 20 июня                | 20 июля    | 18 августа             | 17 сентября | 17 октября | 16 ноября  | 15 декабря    |                |
| 4-й год Ансэй (Огненная Змея)          | 1-я луна*       | 2-я луна   | 3-я луна* | 4-я луна*             | 5-я луна  | 5-я луна* (високосная) | 6-я луна   | 7-я луна*              | 8-я луна    | 9-я луна   | 10-я луна* | 11-я луна     | 12-я луна      |
| Григорианский календарь                | 26 января 1857  | 24 февраля | 26 марта  | 24 апреля             | 23 мая    | 22 июня                | 21 июля    | 20 августа             | 18 сентября | 18 октября | 17 ноября  | 16 декабря    | 15 января 1858 |
| Юлианский календарь                    | 14 января 1857  | 12 февраля | 14 марта  | 12 апреля             | 11 мая    | 10 июня                | 9 июля     | 8 августа              | 6 сентября  | 6 октября  | 5 ноября   | 4 декабря     | 3 января 1858  |
| 5-й год Ансэй (Земляная Лошадь)        | 1-я луна*       | 2-я луна   | 3-я луна* | 4-я луна*             | 5-я луна  | 6-я луна*              | 7-я луна*  | 8-я луна               | 9-я луна    | 10-я луна* | 11-я луна  | 12-я луна     |                |
| Григорианский календарь                | 14 февраля 1858 | 15 марта   | 14 апреля | 13 мая                | 11 июня   | 11 июля                | 9 августа  | 7 сентября             | 7 октября   | 6 ноября   | 5 декабря  | 4 января 1859 |                |
| Юлианский календарь                    | 2 февраля 1858  | 3 марта    | 2 апреля  | 1 мая                 | 30 мая    | 29 июня                | 28 июля    | 26 августа             | 25 сентября | 25 октября | 23 ноября  | 23 декабря    |                |
| 6-й год Ансэй (Земляная Коза)          | 1-я луна        | 2-я луна*  | 3-я луна  | 4-я луна*             | 5-я луна* | 6-я луна               | 7-я луна*  | 8-я луна*              | 9-я луна    | 10-я луна* | 11-я луна  | 12-я луна     |                |
| Григорианский календарь                | 3 февраля 1859  | 5 марта    | 3 апреля  | 3 мая                 | 1 июня    | 30 июня                | 30 июля    | 28 августа             | 26 сентября | 26 октября | 24 ноября  | 24 декабря    |                |
| Юлианский календарь                    | 22 января 1859  | 21 февраля | 22 марта  | 21 апреля             | 20 мая    | 18 июня                | 18 июля    | 16 августа             | 14 сентября | 14 октября | 12 ноября  | 12 декабря    |                |
| 7-й год Ансэй (Металлическая Обезьяна) | 1-я луна        | 2-я луна*  | 3-я луна¶ | 3-я луна (високосная) | 4-я луна* | 5-я луна*              | 6-я луна   | 7-я луна*              | 8-я луна*   | 9-я луна   | 10-я луна* | 11-я луна     | 12-я луна      |
| Григорианский календарь                | 23 января 1860  | 22 февраля | 22 марта  | 21 апреля             | 21 мая    | 19 июня                | 18 июля    | 17 августа             | 15 сентября | 14 октября | 13 ноября  | 12 декабря    | 11 января 1861 |
| Юлианский календарь                    | 11 января 1860  | 10 февраля | 10 марта  | 9 апреля              | 9 мая     | 7 июня                 | 6 июля     | 5 августа              | 3 сентября  | 2 октября  | 1 ноября   | 30 ноября     | 30 декабря     |

* звёздочкой отмечены короткие месяцы (луны) продолжительностью 29 дней. Остальные месяцы длятся 30 дней.